# 遠藤司
遠藤 司 （えんどう つかさ、1981年4月29日 - ）は、日本の経営学者。 皇學館大学現代日本社会学部現代日本社会学科准教授。専門は経営思想、事業創造。

## 来歴
- 1981年（昭和56年）‐ 山梨県南巨摩郡南部町生まれ[2][3]
- 2004年（平成16年）‐ 高崎経済大学地域政策学部卒業[2]
- 2006年（平成18年）‐ 同志社大学大学院法学研究科博士前期課程修了[2]
- 2007年（平成19年）4月‐ 富士ゼロックス（現:富士フイルムビジネスイノベーション）入社[2]
- 2013年（平成25年）4月‐ 富士ゼロックス退社[2]
- 2013年（平成25年）4月‐ ガートナー日本法人入社[2]
- 2015年（平成27年）1月‐ ガートナー退社[2]
- 2015年（平成27年）4月‐ 皇學館大学現代日本社会学部准教授着任[2]
- 2021年（令和3年）4月‐ リグリットパートナーズ執行役員着任[3]
- 2022年（令和4年）3月‐ リグリットパートナーズ執行役員退任[4]

## 活動・主張
- 専門分野は経営思想、および事業創造・事業開発[2]。
- Yahoo! JAPANのオーサーを務めるとともに、各分野の識者と連携し、社会課題の解決のために活動している。
- 思想は保守的。
- 高崎経済大学時代から八木秀次に師事し、『正論』2018年2月号「左派ＶＳ右派を超えて」という題名で共著を投稿している。

## 著書
- 『創造力はこうやって鍛える (ミュージアム) 』ASIN B07MDNHNLF
- 『正統のドラッカー　古来の自由とマネジメント』ASIN B07DLJG2XX
- 『正統のドラッカー　イノベーションと保守主義』ASIN B07DLBLYTZ
- 『ビビリ改善ハンドブック』ASIN B07TYWVW6X
- 『「日本的経営」の誤解』 (MUSEUM)ASIN B08MDBQ2B5

### 翻訳
- レオ・シュトラウス『ナチュラル・ライトと歴史』皇學館大学出版部、2016年4月